# Subaru Levorg
Subaru Levorg – samochód osobowy należący do segmentu aut klasy średniej produkowany przez japońską firmę Subaru od 2014 roku. Europejska wersja pojazdu zaprezentowana została podczas targów motoryzacyjnych w Genewie w marcu 2015 roku. Samochód zastąpił wersję kombi modelu Legacy.

## Pierwsza generacja

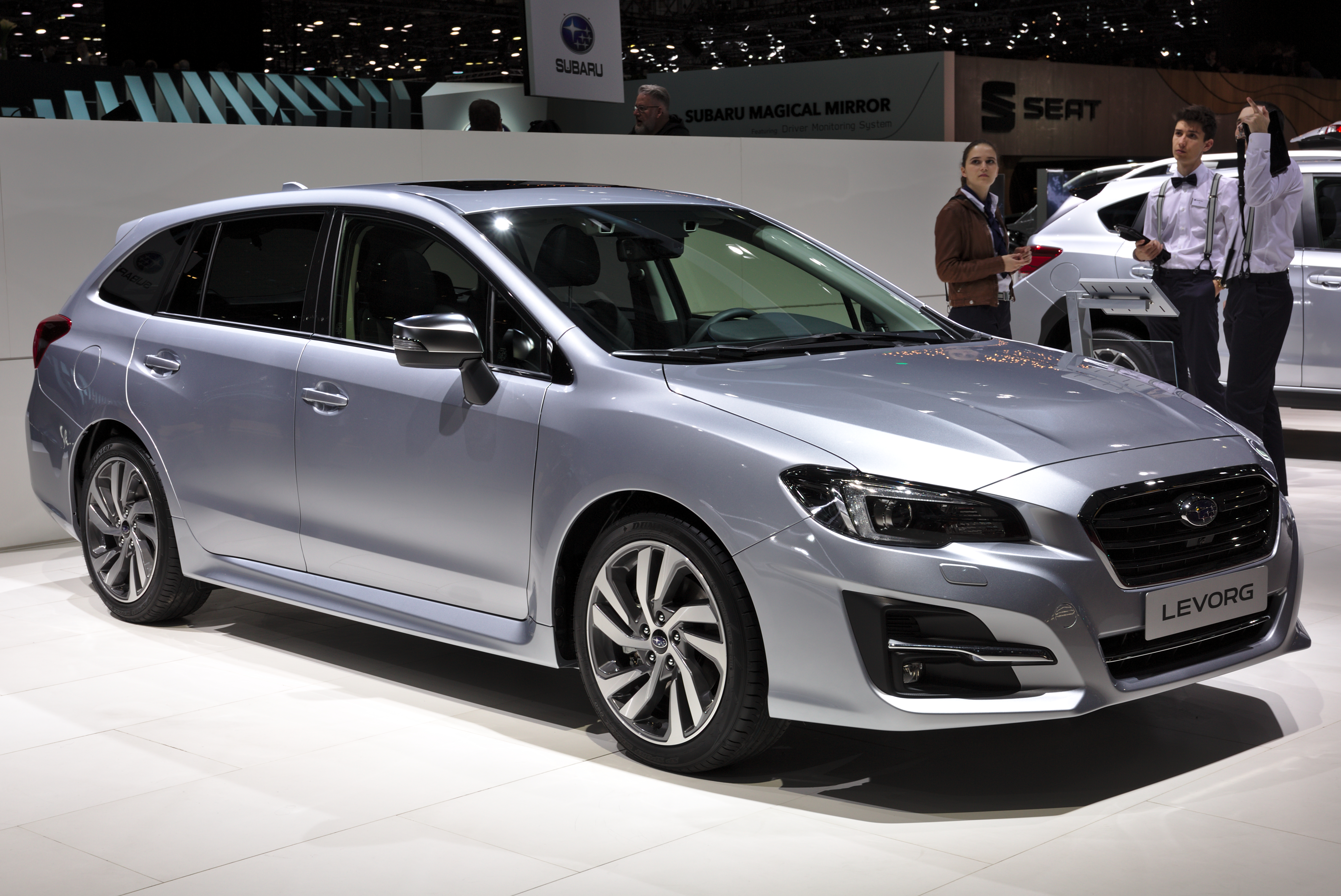
Levorg po face liftingu

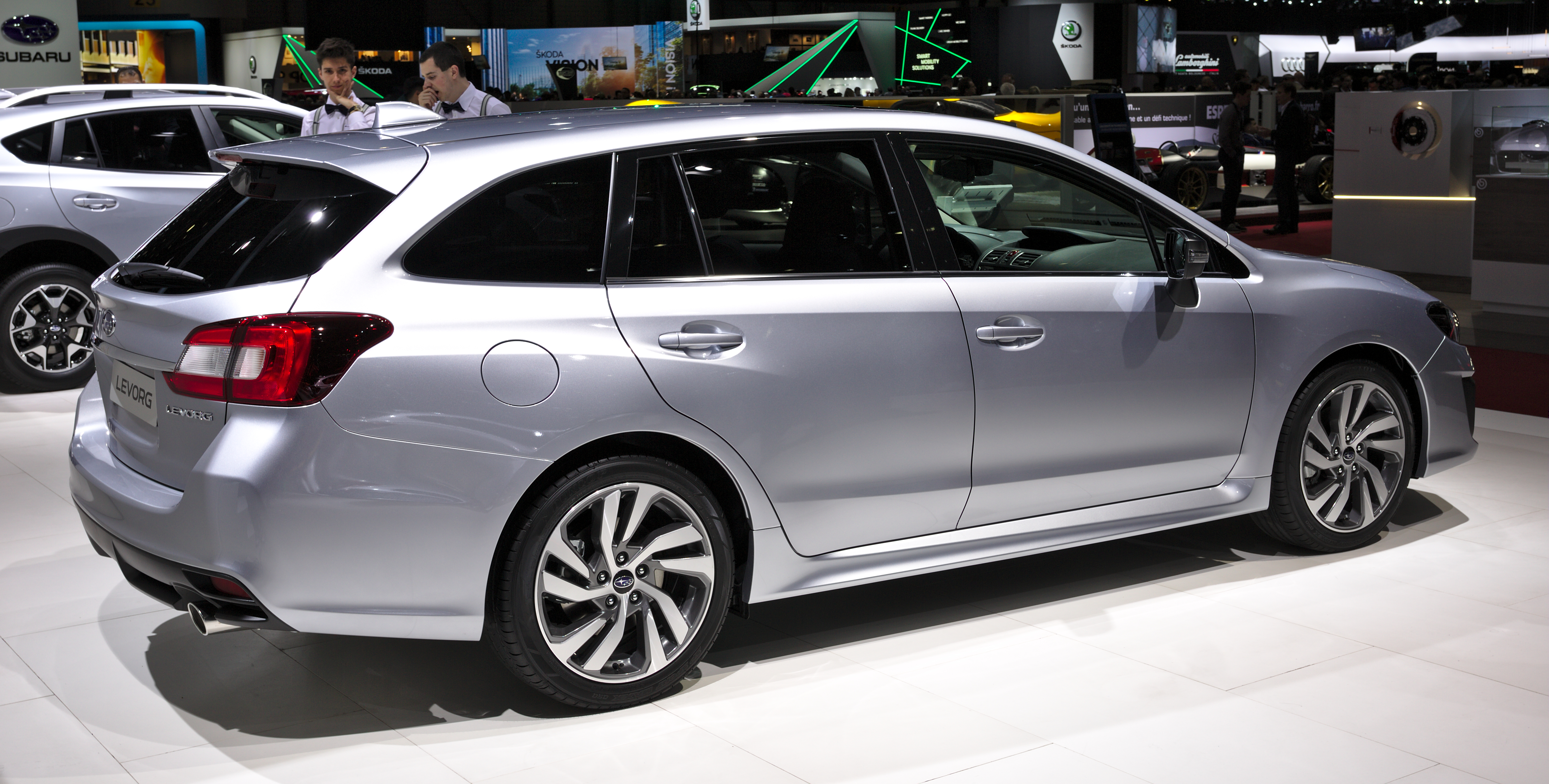
Tył modelu Levorg po face liftingu

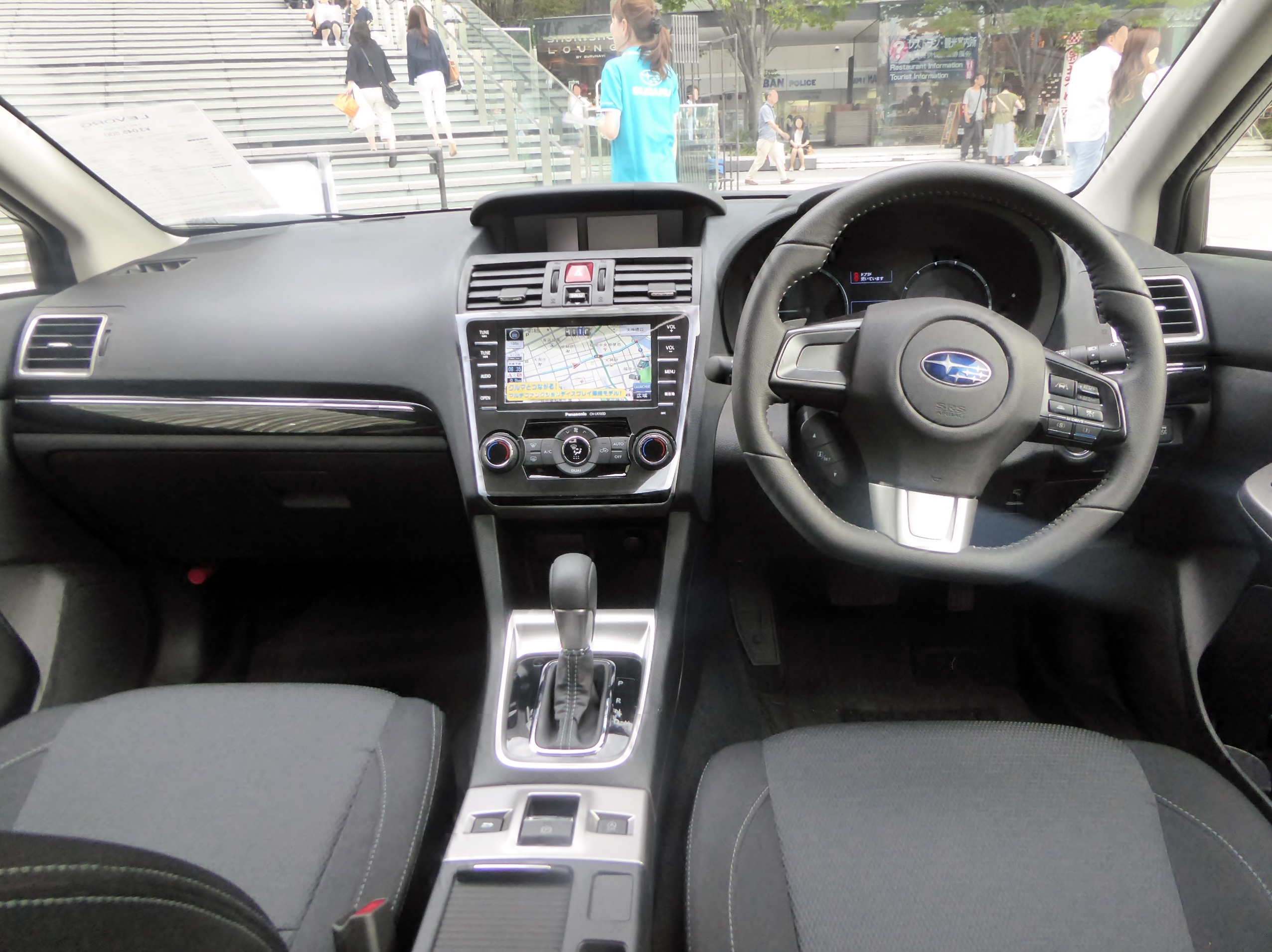
Wnętrze pojazdu

Nazwa Levorg to połączenie trzech słów: Legacy (dziedzictwo), Revolution (rewolucja) i Touring (podróżowanie). Pojazd zbudowany został na bazie płyty podłogowej modeli Impreza oraz Legacy. Stylistycznie pojazd przypomina model WRX. Charakterystycznym elementem pojazdu jest duży grill z chromowaną obwolutą oraz reflektory podobne do tych, które zastosowano w modelu WRX.

## Druga generacja

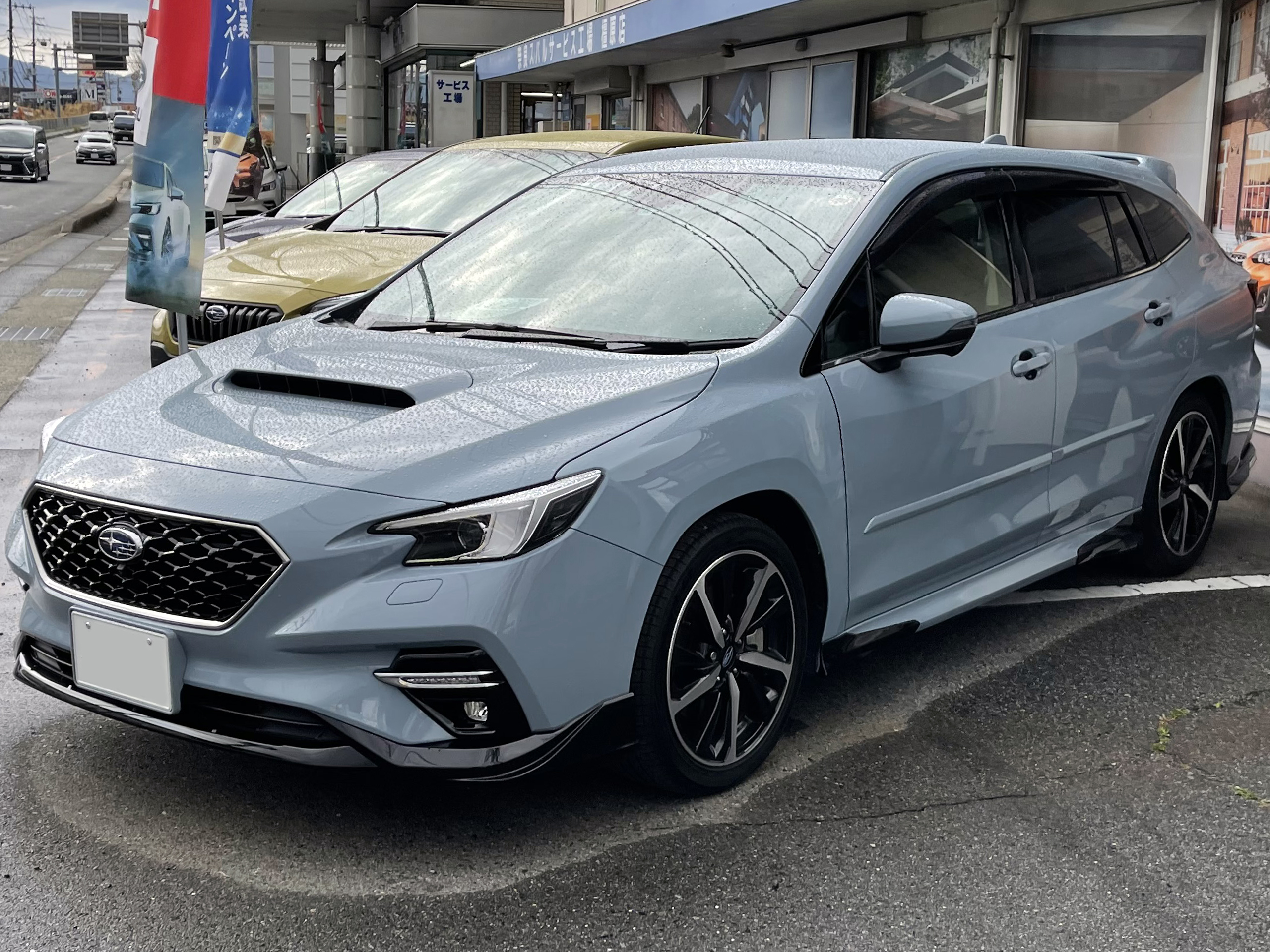
Subaru Levorg, druga generacja

## Wersje wyposażeniowe
- GT
- GT-S Comfort
- GT-S Sport